# Марек Сватош
Марек Сватош (словац. Marek Svatoš, 17 червня 1982, Кошиці — 5 листопада 2016, Лоун Трі) — словацький хокеїст, що грав на позиції крайнього нападника. Грав за збірну команду Словаччини.

## Ігрова кар'єра
Хокейну кар'єру розпочав 2000 року, виступами за свій рідний клуб «Кошиці».
2001 року обраний на драфті НХЛ під 227-м загальним номером командою «Колорадо Аваланч».
Протягом професійної клубної ігрової кар'єри, що тривала 13 років, захищав кольори команд «Кошиці», «Колорадо Аваланч», «Авангард» (Омськ), «Нашвілл Предаторс», «Оттава Сенаторс», «Слован» (Братислава).
Загалом провів 358 матчів у НХЛ, включаючи 14 ігор плей-оф Кубка Стенлі.
Виступав за збірну Словаччини, провів 12 ігор в її складі.

## Нагороди
- Чемпіон Словаччини у складі ХК «Кошиці» — 2014.

## Смерть
Марек помер 5 листопада 2016 року в своєму будинку в містечку Лоун Трі Колорадо, у віці 34 років. У нього лишились дружина Діана і двоє дітей.
5 грудня 2016 року медексперт оголосив, що смерть настала через передозування наркотиками.

## Статистика

### Клубні виступи
| Сезон        | Клуб                  | Ліга         | Регулярний сезон | Регулярний сезон | Регулярний сезон | Регулярний сезон | Регулярний сезон | Плей-оф | Плей-оф | Плей-оф | Плей-оф | Плей-оф |
| Сезон        | Клуб                  | Ліга         | І                | Г                | П                | О                | ШХ               | І       | Г       | П       | О       | ШХ      |
| ------------ | --------------------- | ------------ | ---------------- | ---------------- | ---------------- | ---------------- | ---------------- | ------- | ------- | ------- | ------- | ------- |
| 1999–00      | «Кошиці»              | СЕ           | 19               | 2                | 2                | 4                | 0                | —       | —       | —       | —       | —       |
| 2000–01      | «Кутеней Айс»         | ЗХЛ          | 39               | 23               | 18               | 41               | 47               | 11      | 7       | 2       | 9       | 26      |
| 2001–02      | «Кутеней Айс»         | ЗХЛ          | 53               | 38               | 39               | 77               | 58               | 21      | 12      | 6       | 18      | 40      |
| 2002–03      | «Герші Берс»          | АХЛ          | 30               | 9                | 4                | 13               | 10               | —       | —       | —       | —       | —       |
| 2003–04      | «Колорадо Аваланч»    | НХЛ          | 4                | 2                | 0                | 2                | 0                | 11      | 1       | 5       | 6       | 2       |
| 2004–05      | «Герші Берс»          | АХЛ          | 72               | 18               | 28               | 46               | 69               | —       | —       | —       | —       | —       |
| 2005–06      | «Колорадо Аваланч»    | НХЛ          | 61               | 32               | 18               | 50               | 60               | —       | —       | —       | —       | —       |
| 2006–07      | «Колорадо Аваланч»    | НХЛ          | 66               | 15               | 15               | 30               | 46               | —       | —       | —       | —       | —       |
| 2007–08      | «Колорадо Аваланч»    | НХЛ          | 62               | 26               | 11               | 37               | 32               | —       | —       | —       | —       | —       |
| 2008–09      | «Колорадо Аваланч»    | НХЛ          | 69               | 14               | 20               | 34               | 34               | —       | —       | —       | —       | —       |
| 2009–10      | «Колорадо Аваланч»    | НХЛ          | 54               | 7                | 4                | 11               | 35               | 3       | 1       | 0       | 1       | 2       |
| 2010–11      | «Авангард» (Омськ)    | КХЛ          | 19               | 3                | 5                | 8                | 14               | —       | —       | —       | —       | —       |
| 2010–11      | «Нашвілл Предаторс»   | НХЛ          | 9                | 1                | 2                | 3                | 2                | —       | —       | —       | —       | —       |
| 2010–11      | «Оттава Сенаторс»     | НХЛ          | 19               | 3                | 2                | 5                | 8                | —       | —       | —       | —       | —       |
| 2012–13      | «Слован» (Братислава) | КХЛ          | 6                | 1                | 0                | 1                | 4                | 2       | 0       | 0       | 0       | 2       |
| 2013–14      | «Кошиці»              | СЕ           | 26               | 6                | 13               | 19               | 10               | 10      | 1       | 3       | 4       | 4       |
| Усього в НХЛ | Усього в НХЛ          | Усього в НХЛ | 344              | 100              | 72               | 172              | 217              | 14      | 2       | 5       | 7       | 4       |

### Збірна
| Рік                | Команда            | Турнір             | Місце              | І  | Г | П | О | ШХ |
| ------------------ | ------------------ | ------------------ | ------------------ | -- | - | - | - | -- |
| 2000               | Словаччина         | МЧС18              | 5-те               | 6  | 2 | 0 | 2 | 0  |
| 2002               | Словаччина         | МЧС                | 8-ме               | 7  | 7 | 1 | 8 | 6  |
| 2006               | Словаччина         | ОІ                 | 5-те               | 6  | 0 | 0 | 0 | 0  |
| 2010               | Словаччина         | ЧС                 | 12-те              | 6  | 1 | 1 | 2 | 6  |
| Молодіжна збірна   | Молодіжна збірна   | Молодіжна збірна   | Молодіжна збірна   | 7  | 7 | 1 | 8 | 6  |
| Національна збірна | Національна збірна | Національна збірна | Національна збірна | 12 | 1 | 1 | 2 | 6  |